# Ábrahám ibn Ezra
Ábrahám ibn Ezra, teljes nevén Rabbi Abraham Ben Meir Ibn Ezra (héberül: אַבְרָהָם אִבְּן עֶזְרָא or ראב"ע), középkori arabos-latinos nevén Abenezra (arabul: ابن عزرا), rövidített nevén Raba (Tudela, 1089/1092 – valószínűleg Calahorra, 1167. január 23. vagy 28.) középkori zsidó hittudós, nyelvész és költő.

## Élete, nyelvészeti művei
Irodalmi munkásságának kibontakozását hispániai lakhelyének elhagyása előzte meg: 1138–1139-ben nehéz életkörülményei vándorútra kényszerítették, amely alatt igyekezett terjeszteni a keresztény országokban a zsidó tudományosságot. Nem az eredetiség, és a tudományos továbbfejlesztés, hanem az ügyes előadás és a sokoldalú tudás jellemezte munkásságát.
Nyelvészeti munkái szinte kisebb könyvtárt tesznek ki. Első műve a Móznájim (Róma, 1140) a grammatikai terminusokkal foglalkozik, de tartalmaz egy fontos irodalomtörténeti részt is. Két nyelvtanát már Luccában fejezte be 1145-ben: a Széfer jeszerben Szaadja gaon vélekedéseit védi Dunas ben Labrattal szemben; illetve a Széfer Ha-jeszód vagy Jeszód Dikduk. 1145 táján keletkezett Mantuában a Széfer Czachót című műve, amelyben kiemelt helyet foglal el a verstan, és ibn Ezra tiltakozik Jóna ibn Dzsanah bibliakritikája és a pajtánok nyelvrontásai ellen.
Ezután ibn Ezra Itáliából a Francia Királyság területére ment. Béziers-ben készült 1155 körül az Istennévről szóló Széfer Hassém, valamint a számnévról szóló Széfer Jeszód Miszpor című alkotása. Stilisztikai és összehasonlító nyelvészeti kérdésekkel foglalkozik a Száfá berúra. Ibn Ezra járt az Angol Királyságban is, és itt írta meg 1158-ban a Jeszód Móra ve-Szód Tóra című vallásfilozófiai könyvét valószínűleg tanítványa, József de Mandeville számára. A könyv a betűk elméletét tárgyalja, illetve az Istennév, matematikai és csillagászati problémák között fennálló misztikus összefüggést. Aritmetikai kérdéseket fejteget a Széfer Hamiszpor, a szombatról szól Iggeret Sabbat című levele. Ez utóbbi – Sámuel ben Meir ellen irányuló – írásban egy álomlátos keretben a megszemélyesített szombat figyelmezteti ibn Ezrát a Genezis 1:5 téves értelmezésére, azaz a nap kezdetének estétől vagy reggeltől való számításában.

## Kommentárjai

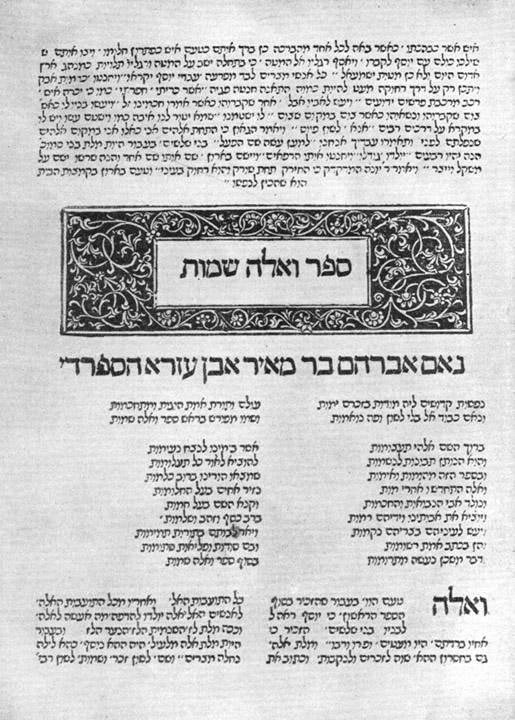
Ibn Ezra kommentárjával ellátott Exodus (Nápoly, 1488)

Ibn Ezra Kommentárokat készített a legtöbb bibliai könyvhöz, némelyikhez kettőt is. Olykor általános nyelvészeti jellemzéssel kezdi a kommentárokat, de a részleteknél mindenhol utal a nyelvészeti szempontokra is (elsősorban Exodus-kommentárjában). Korának egész tudományosságát igyekezett belevinni magyarázataiba. Jellemzi az önálló gondolkodás, élénk előadás, szellemes, találó értelmezés és stílusművészet. Ennek ellenére bizonyos helyeken szándékos vagy nem szándékos homályosság észlelhető, és a rapszodikus jelleg: hiányzik az összefoglaló, egységes magyarázat – ehelyett egy-egy odavetett, talányos szóval próbálja megvilágítani a legnehezebb helyeket. Igen értékes a Luccában készített teljes, illetve Észak-Franciaországban írt befejezetlen Tóra-kommentárhoz írt Bevezetése, ahol jellemzi a saját kora előtt uralkodó négy Biblia-magyarázati módszer: 1. a bőbeszédű gaonokét; 2. a hagyományellenes karaitákét; 3. az aggadikus hagyományok kedvéért természetes értelmet tagadó darsanokét; 4. a keresztény egzegézisre jellemző allegorizálást. Ez utóbbit – a másik háromhoz hasonlóan – támadja, kiemelve az értelmetlen misztérium-, szentség- és szimbólumkeresést. (Ez azonban nem óvja meg attól, hogy ő maga se allegorizáljon a biblia Édenkert története és az Énekek éneke kapcsán.) Saját filozófiáját célzásokba, az Istennév és az attributumokról szóló óvatos fejtegetésekbe burkolta. Konzervatív egzegétaként elvetett minden szövegváltoztatást, és törekedett a mintaszerű héber megfogalmazásra. Bár neve alatt terjedt el, valójában Mózes ben József Kimhi művei a Példabeszédekhez, Ezdráshoz és Nehémiás könyvéhez írt kommentárok. Munkássága nagy hatást gyakorolt a későbbi századok zsidó íróira, gyakran magyarázták műveit, még maga Spinoza is rá hivatkozott bibliakritikájában és liberioris ingenii vir et non mediocris eruditionisnak nevezte (Tractatus VIII.).
Filozófiájából egy erősen újplatonista kép bontakozik ki: szerinte Isten a világ fölött álló megfogalmazhatatlan tökéletesség. Isten és az univerzum között közvetítő lények vannak. Ezeknek, az anyag örökkévalóságának, és az örökké teremtő Isteni erőnek tanítása – ibn Ezra hasonlatában akár a szükségképpen melegítő tűz, vagy a szükségképpen fagyasztó hó – , teljesen Alexandriai Philónra épül. Plótinosz és Proklosz hatása figyelhető meg a világlélekről és a természetnek Istenből való emanációjáról szóló elméletében.  Feltételezhető, hogy ibn Ezra a Bizánci Birodalomban olvashatta ezeket a tanításokat.

## Költészete
Fentebbi munkái mellett ibn Ezra jelentős költő volt a maga korában. Világi költészetét száraz, hideg, pedáns stílus jellemzi, és itt is lépten-nyomon érződik a szerző tudományos képzettsége. Jellemző, hogy még az egyes héber betűk számértékét is felhasználja verseiben, amelyek mértani pontossággal vannak felépítve. Mintegy 150 darabra tehető vallásos költeményében inkább engedi szabadon kibontakozni érzéseit, és az Isten iránti bizalomban és szeretetben felolvadó hit megnyilatkozását. Ennek ellenére itt is fel-fel bukkan a tudományáról tanúskodó mély gondolkozás.
| Szféra és a csillag képek Születésemkor fölémbe léptek, Elferdíték sorsom útját, Fáradok örökké s célt nem érek. (részlet egy világi költeményéből, ford. Kecskeméti Ármin)' |  | Ha te, én uram, meghallgatsz, Elnyomóim mit nekem? Vakhomályban, éj-sötétben Fényem vagy te, Istenem! (részlet egy vallásos költeményéből, ford. Kecskeméti Ármin) |

## Magyar nyelvű fordítások
Ibn Ezra teljes életműve mindezideig nem rendelkezik magyar nyelvű fordítással. Kisebb szemelvények jelentek meg műveiből:
- Frisch Ármin: Szemelvények a Biblia utáni zsidó irodalomból, Pallas Irodalmi és Nyomdai Rt., Budapest, 1906 (reprint kiadás: Auktor Könyvkiadó, Budapest, 1993, ISBN 963-7780-24-6, 413 p), 315–317. oldal
- Kecskeméti Ármin: A zsidó irodalom története I–II. Budapest: Izraelita Magyar Irodalmi Társulat. 1908–1909.   → reprint kiadás: Kecskeméti Ármin: A zsidó irodalom története I–II. Budapest: Bethlen Gábor Könyvkiadó. 1994.  ISBN 963-7426-20-5 , I. köt., 285–288. o.
- Makai Emil (ford.): Zsidó költők – műfordítások Salamon ibn Gabirol, Juda Halévi, Sámuel Hánágid, Mózes ibn Ezra, Ábrahám ibn Ezra, Chárizi, Manuello verseiből / XI.–XIV. század, Singer és Wolfner Kiadása, Budapest, 1895, 155–173. oldal
- Patai József: Héber költők I-V., műfordítások, Izraelita Magyar Irodalmi Társaság, Budapest, 1910–1912
(Új kiadás → Patai Józsefː Héber költők – A középső kapu (Nemzeti könyvtár sorozatː Magyar ritkaságok rovat, 49. mű, Köves Slomó EMIH vezető rabbi ajánlásával), Magyar Közlöny Lap- és Könyvkiadó, Budapest, 2015, ISBN 978-615-5269-73-8, 72–74. o.)
- Scheiber Sándor: A feliratoktól a felvilágosodásig – Kétezer év zsidó irodalma (Zsidó irodalomtörténeti olvasmányok), Múlt és Jövő Lap- és Könyvkiadó, Budapest, 1997, ISBN 963 85697 4 3, 176–181. o.